# Musée du Limes d'Aalen
Le  musée du Limes d'Aalen est un bâtiment qui présente une collection archéologique et les fouilles qui mirent au jour l'habitat de la garnison de cavalerie du limes.

## Le camp romain

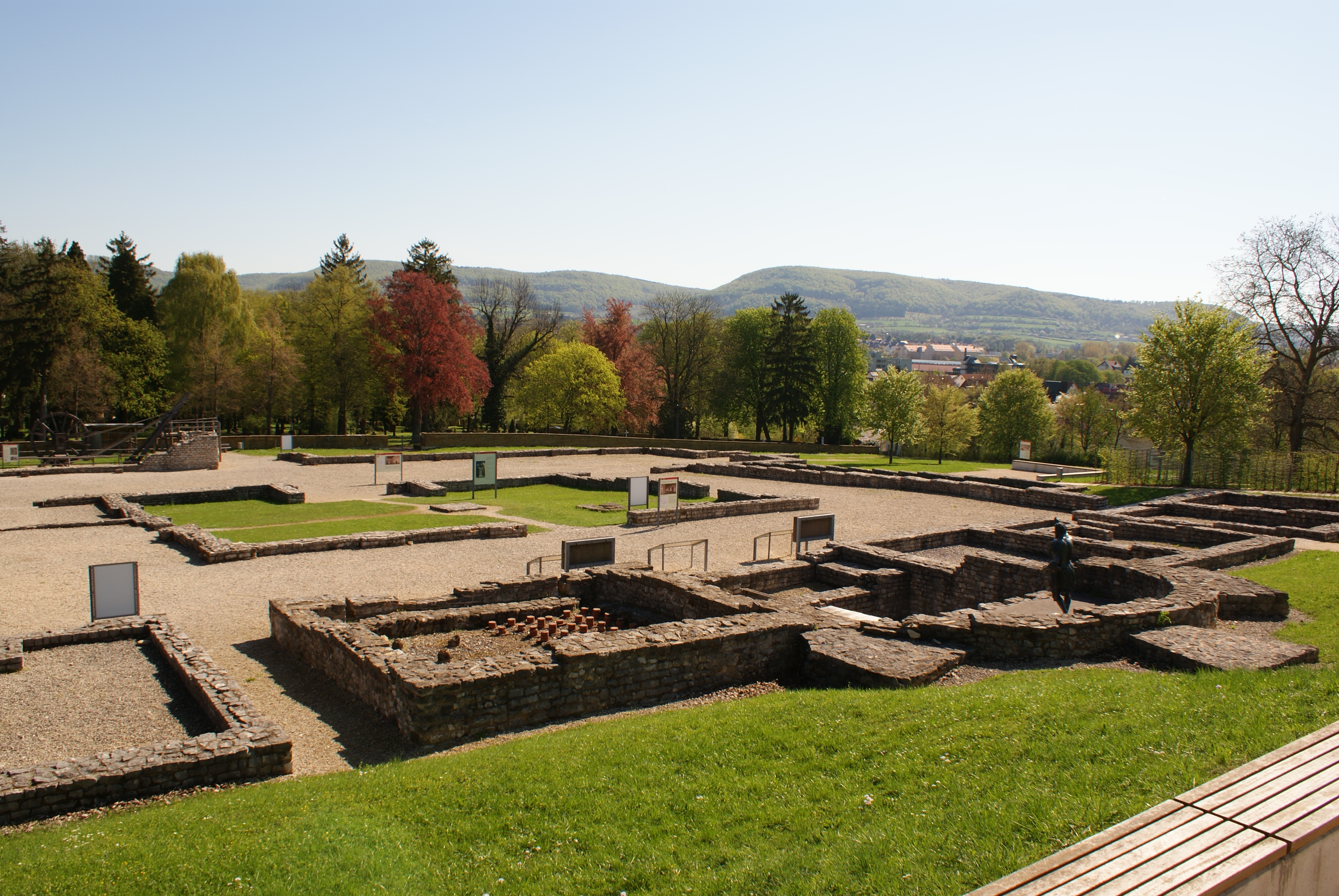
La caserne des cavaliers.

Plusieurs inscriptions latines dédiées à Marc-Aurèle et Lucius Verus ou à Septime Sévère et ses fils trouvées sur place font référence à une aile de cavalerie, l'ala Flavia II Pia Fidelis. Le camp romain était prévu pour un millier de cavaliers ce qui en faisait la plus grande garnison au nord du Rhin. Il se trouvait à une faible distance du mur du limes et est actuellement une partie du monument classé au Patrimoine mondial au terme de Frontières de l'Empire romain.

### Galerie

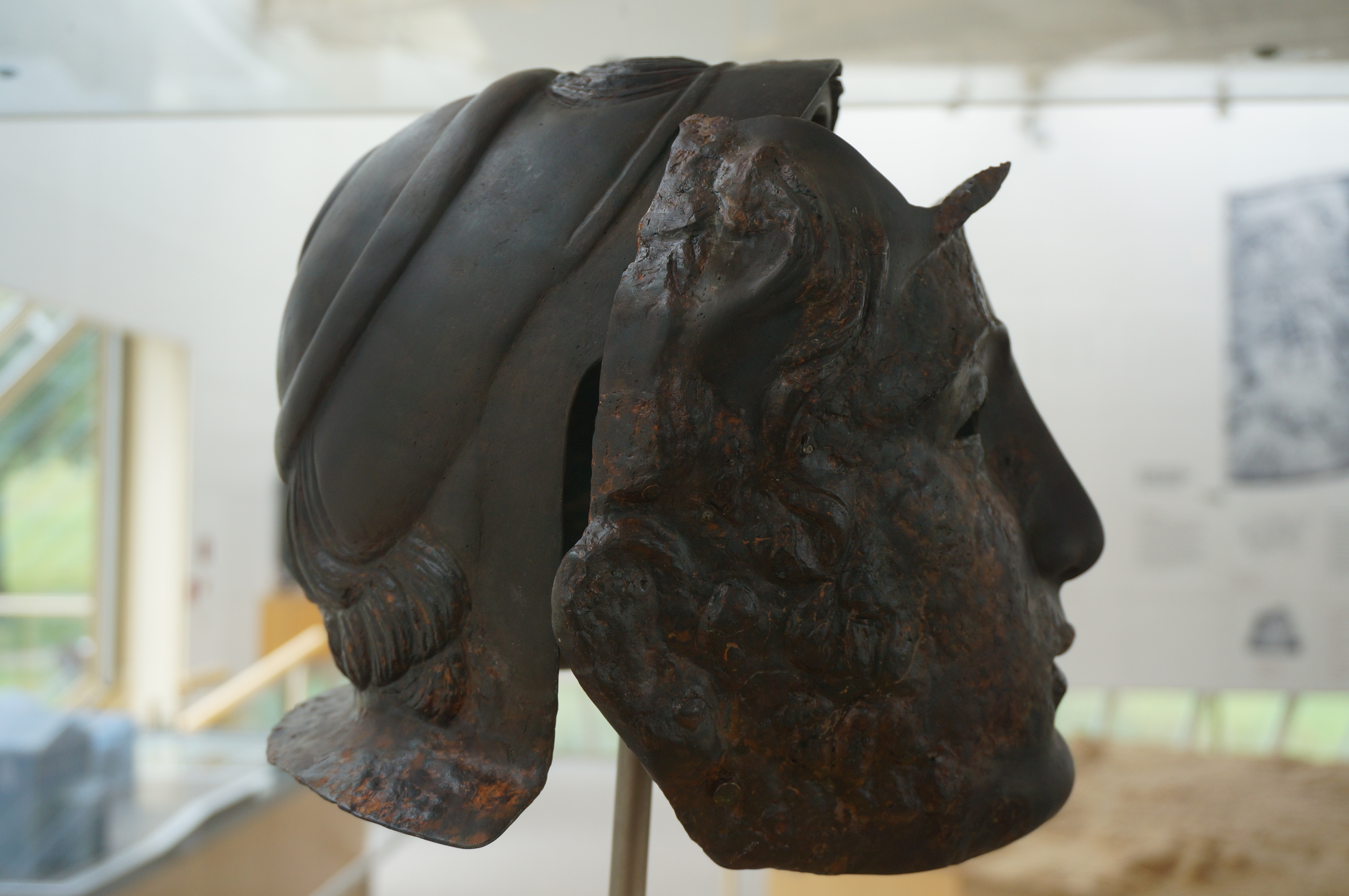
masque de cavalier.
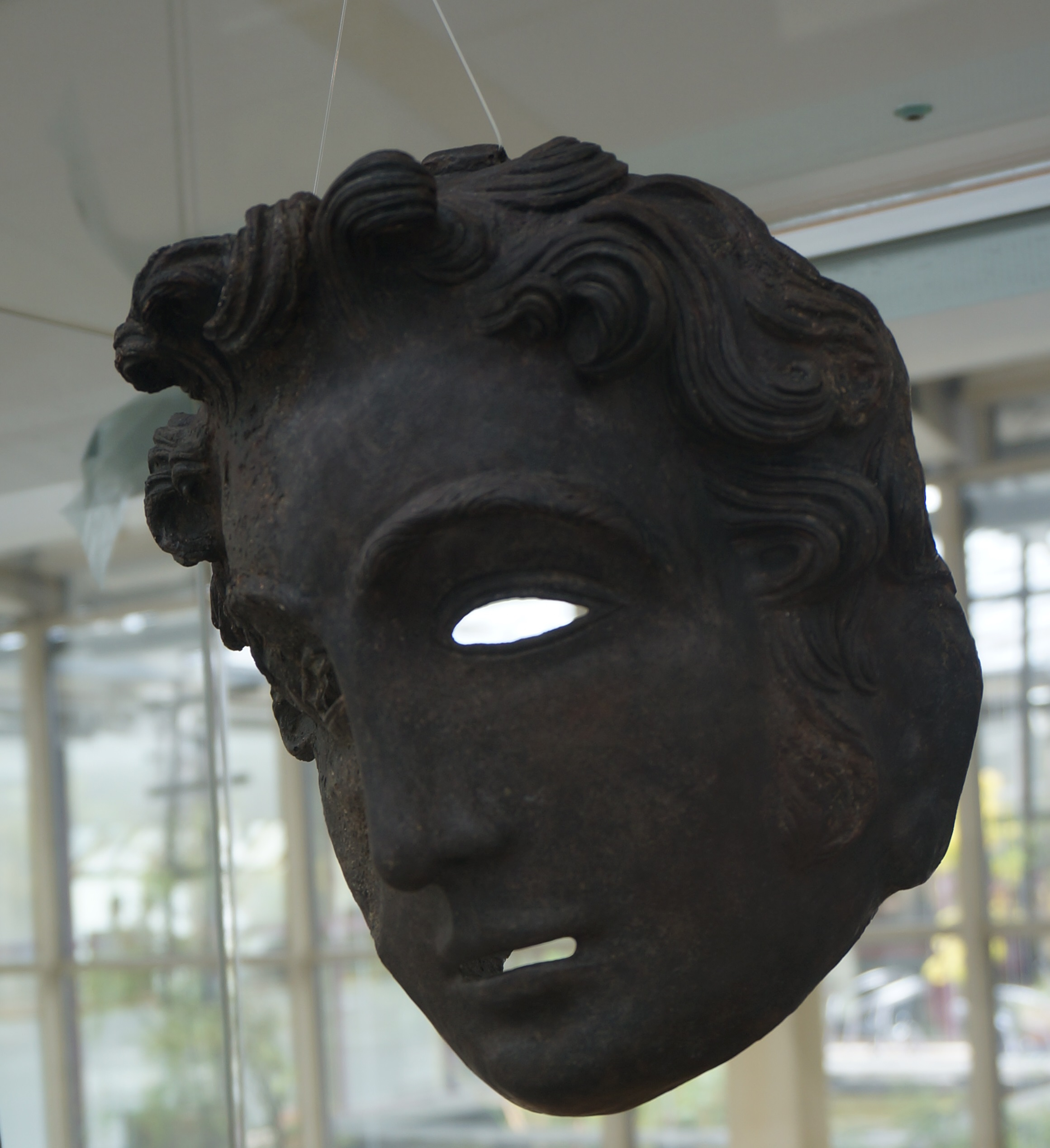
masque de cavalier.
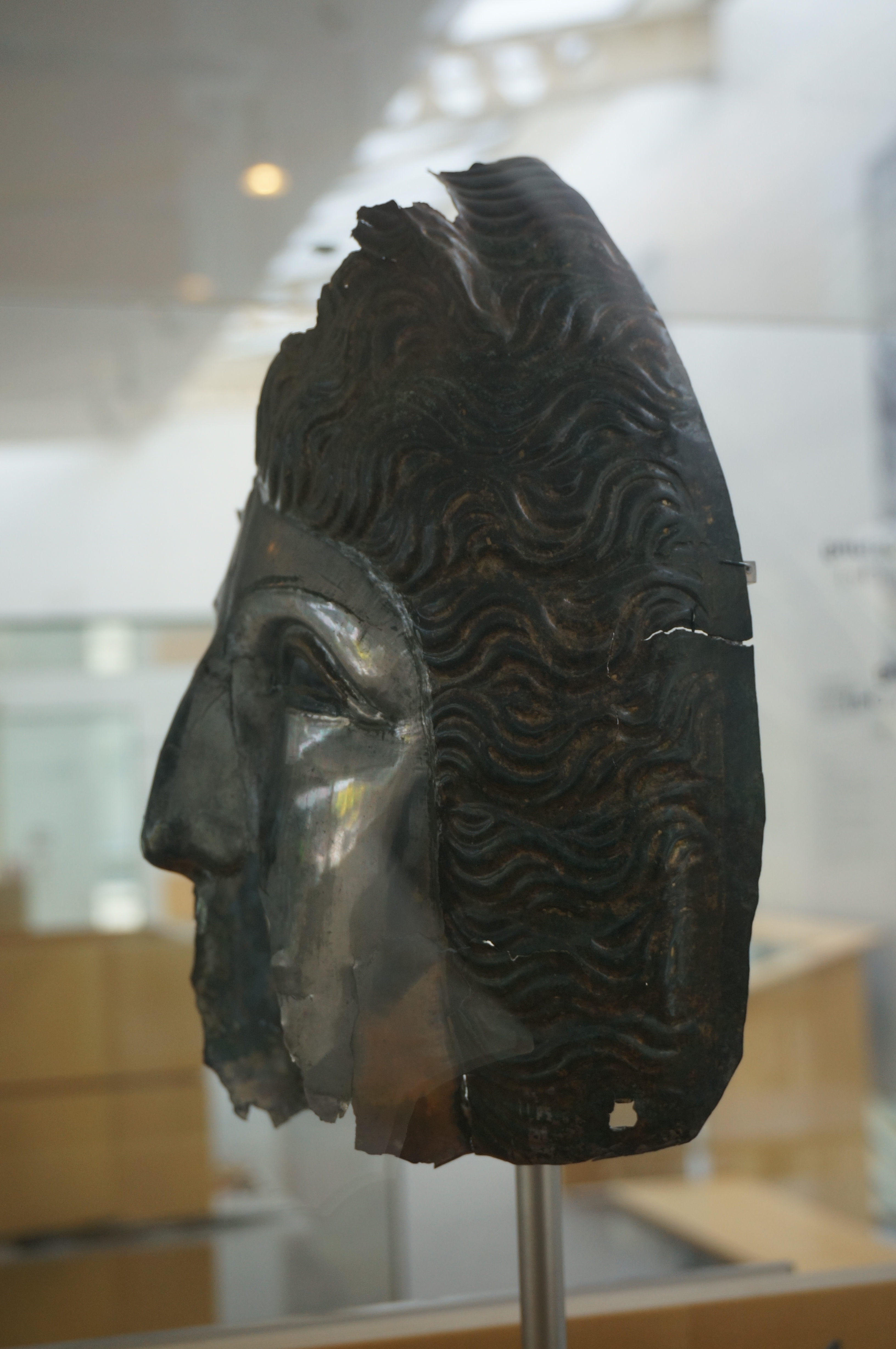
masque de cavalier.
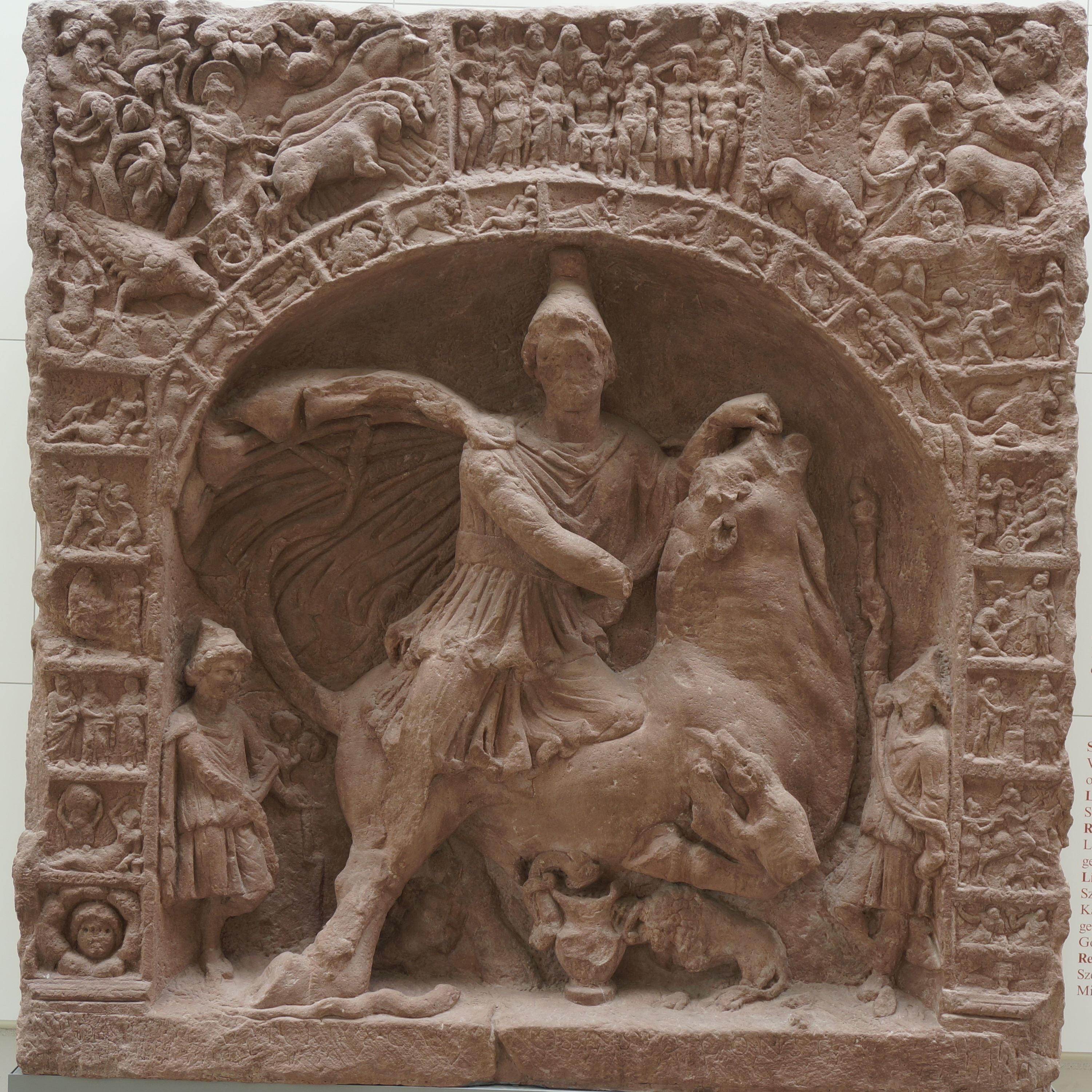
Autel à Mithra.
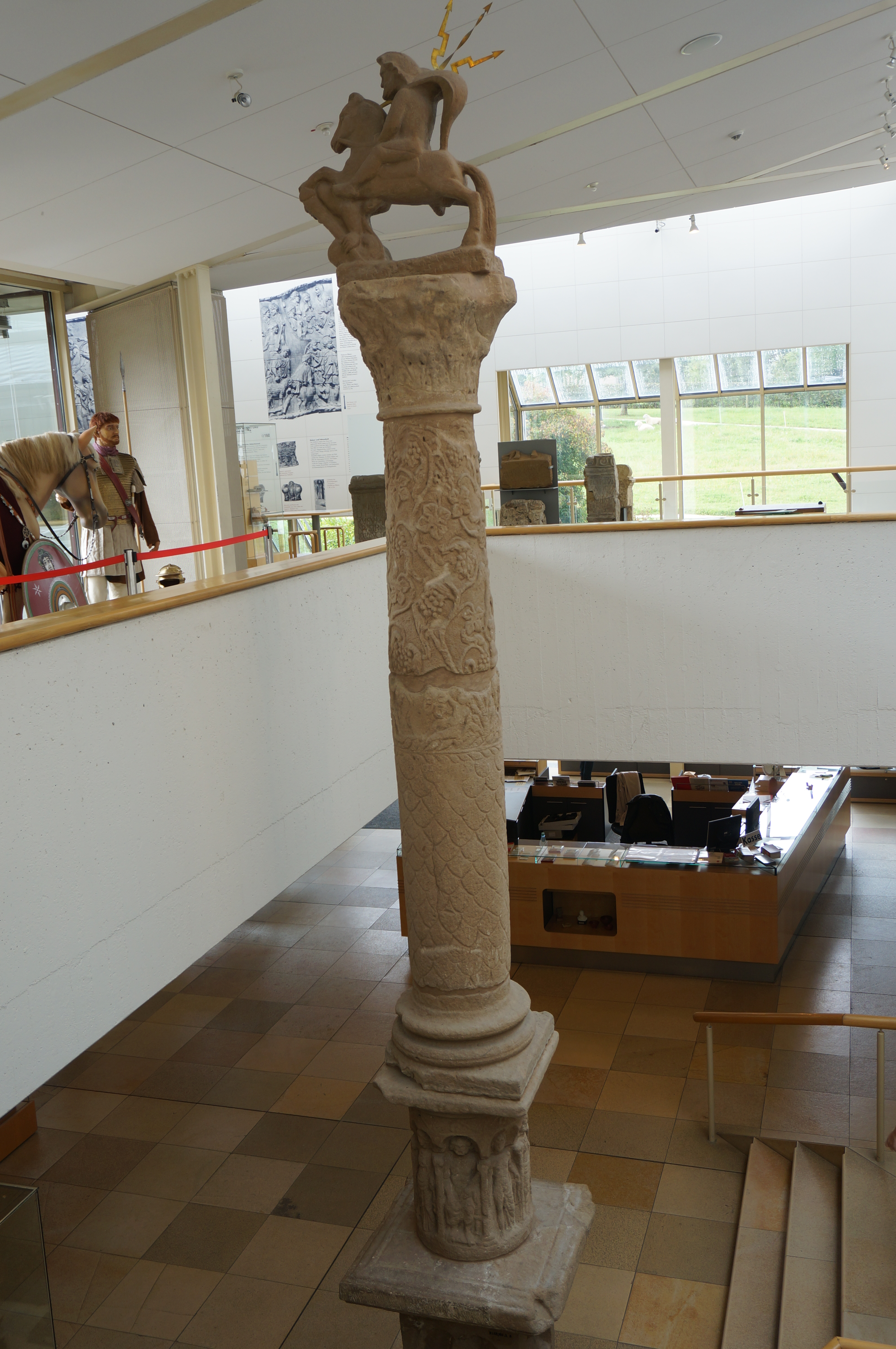
Colonne.
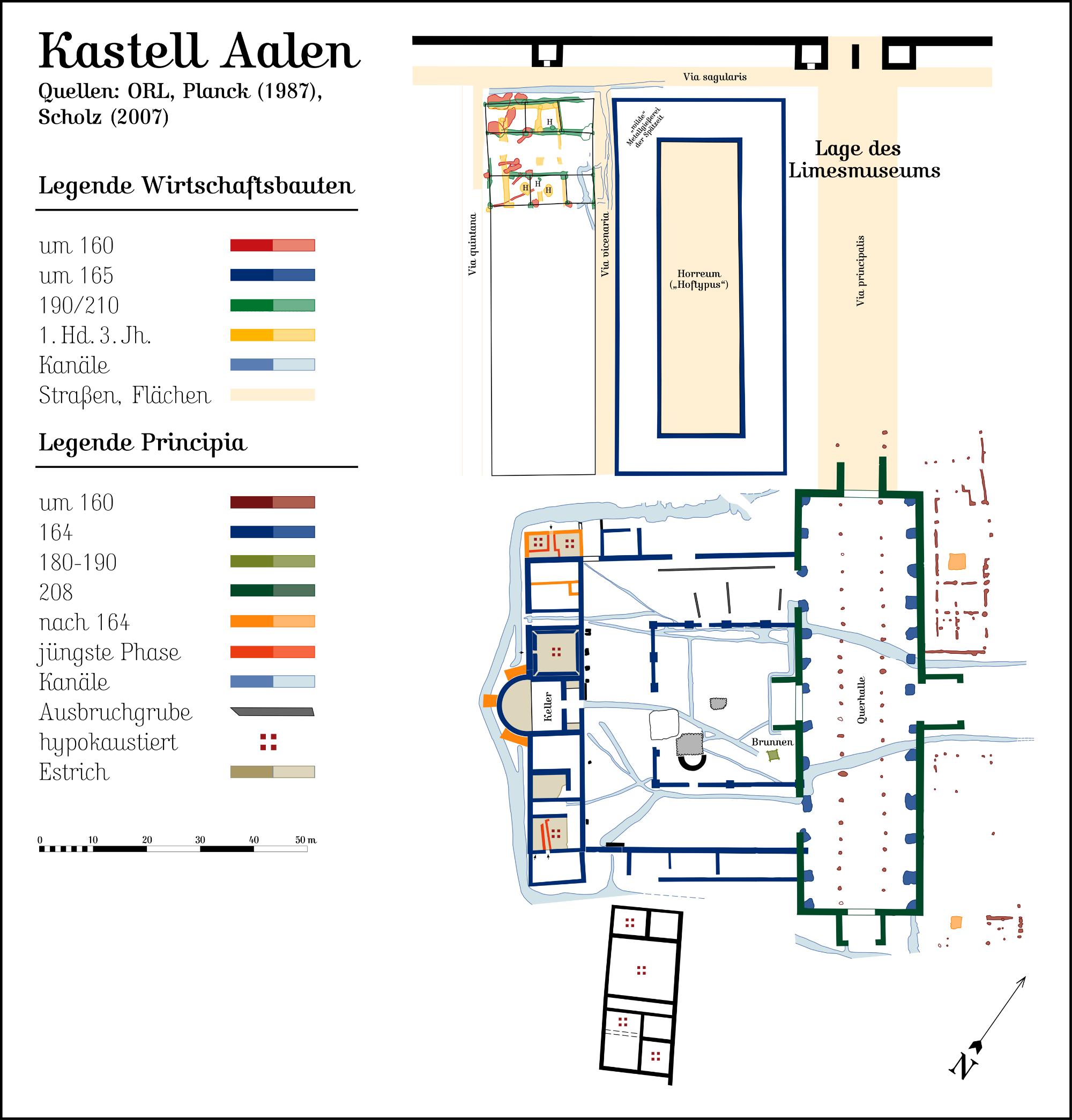
Plan avec Aureum.